# 3dfx
3dfx Interactive était une compagnie spécialisée dans la production de cartes graphiques 3D. Elle fut fondée en 1994 par Gordon Campbell, Scott Sellers, Gary Tarolli et Ross Smith, conscients qu'aucune solution d'accélération 3D n'existait et que le marché était énorme. En 2000, la compagnie a été achetée par Nvidia pour 120 millions de dollars.
La compagnie a créé et favorisait l'API propriétaire Glide (un dérivé simplifié de l'OpenGL), mais ses cartes accéléraient matériellement aussi le Direct3D, et l'OpenGL.

## Historique
Les cartes 3dfx, en particulier dans leurs versions Voodoo et Voodoo 2, furent un temps très populaires auprès des joueurs durant les années 1990. La compagnie connaît des revers à la fin de la décennie, tout d'abord en perdant le marché des consoles, Sega ayant préféré NEC et son PowerVR pour équiper sa Dreamcast, mais aussi à cause de l'abandon progressif de son API propriétaire, le Glide, sur laquelle 3dfx concentrait tous ses efforts.
La nouvelle carte Voodoo 3 ne rencontre pas le succès escompté, souffrant face à la concurrence des TNT2 et des Geforce 256 de Nvidia. En 2000, dans l'urgence, 3dfx lance la série Voodoo 4 et 5, qui défraie la chronique en raison de son alimentation électrique hors norme[réf. nécessaire]. Ces accélérateurs s'avèrent être des échecs, malgré leurs grandes qualités (notamment pour l'anti-aliasing)[réf. nécessaire]. 3dfx sombre tandis que Nvidia domine avec ses Geforce 2 et 3, car l'ère du Transform and Lighting est commencée.
Le vendredi 15 décembre 2000, le rachat de 3dfx par Nvidia pour 120 millions de dollars est annoncé officiellement.

## Cartes produites

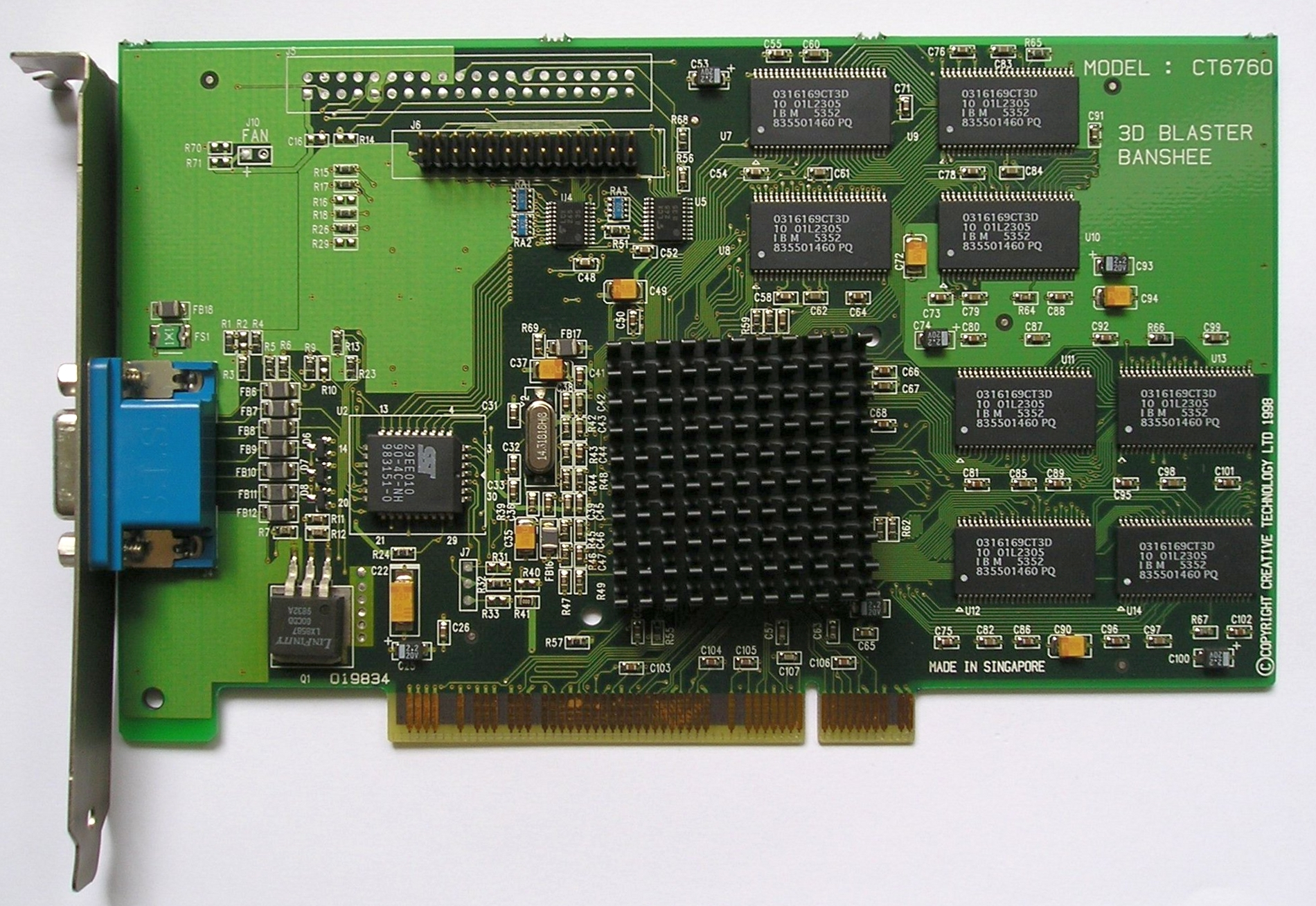
Une carte Voodoo Banshee

- JAMMA Game-Control-Interface (GCI) (1995)
- Voodoo 1 (1996)
- Voodoo Rush (1997)
- Voodoo 2 (1998)
- Voodoo Banshee (1998)
- Voodoo 3 1000, 2000, 3000 et 3500 et TV (1999)
- Velocity 100, 200 (1999)
- Voodoo 4 4500  (2000)
- Voodoo 5 5000, 5500 et 6000  (2000)

## Caractéristique VSA-100
VSA signifie Voodoo Scalable Architecture. Au cœur de la Voodoo 5 6000 se trouvent 4 puces VSA-100 dont les principales caractéristiques sont :
- fréquence : 166 MHz ;
- finesse de gravure : 0,25 µm ;
- nombre de transistors : 14 millions ;
- interface : AGP 4x et PCI ;
- mémoire : Jusqu'à 64 MB accessible en 128 bits par VSA-100 ;
- fillrate : 333 mégapixels par seconde en single texturing ou 166 mégapixels par seconde en dual texturing ;
- bande passante VSA-100 : 2 × 2,67 Gbit/s (SLI) ;
- bande passante disponible entre les 2 VSA-100 : liaison 128 bits/166 MHz (SLI).

Le SLI (Scan Line Interleave) du VSA-100 a été pensé pour être utilisé avec jusqu'à 32 de ses semblables. Deux VSA-100 sont connectés, l'un est maître et l'autre esclave. Tout d'abord il faut savoir que chaque puce dispose de sa propre mémoire, sur une Voodoo 5 5500 64 MB on a en fait 2 VSA-100 disposant chacun de 32 MB. Fonctionnement de la carte :
1. le maître analyse l'image à rendre et la découpe en plusieurs zones de 1 à 128 lignes afin de distribuer équitablement le travail aux deux processeurs ;
2. le maître envoie les données que l'esclave doit traiter ;
3. l'esclave effectue le rendu de sa partie et renvoie le résultat au maître ;
4. les données des deux VSA-100 sont combinées dans la mémoire tampon du VSA-100 maître afin d'être affichées.

Le FXT1 : une technologie apportée par le VSA-100 est la compression de textures FXT1. Cette méthode de compression est open source, par conséquent son code source est disponible pour tout le monde. Il se distingue principalement du S3TC (DXTC). La décompression de textures FXT1 est réalisée matériellement par le VSA-100. Cette compression n'a jamais été intégrée par Microsoft dans DirectX. Quelques jeux comme Serious Sam SE l'exploitent.